# Vladislav Đukić
Vladislav Đukić o Djukić (in serbo Владислав Ђукић?) (Vrnjačka Banja, 7 settembre 1962) è un allenatore di calcio ed ex calciatore jugoslavo, dal 2003 serbo-montenegrino, di ruolo attaccante.

## Carriera

### Giocatore

#### Club
Đukić iniziò la sua carriera calcistica nella squadra del suo paese, il Vrnjačka Banja, con il quale fece il suo esordio nella terza serie jugoslava. L'anno successivo passò allo Sloga Kraljevo, sempre militante in terza divisione, finché non venne ingaggiato dal maggiore club della zona, il FK Napredak Kruševac, militante al tempo nella seconda lega: con quest'ultima squadra militò per 5 stagioni, marcando 92 presenze e 35 reti. Venne poi ceduto al KF Prishtina (oggi formazione kosovara), militante nella massima serie jugoslava, la Prva Liga. Dopo una stagione e mezzo, si trasferì al Partizan Belgrado, con il quale vinse la Coppa di Jugoslavia nella stagione 1988-1989 e partecipò alla Coppa UEFA, dove fu eliminata ai sedicesimi di finale dalla Roma.
Nella stagione successiva venne ingaggiato dal Cesena, militante nella Serie A italiana e guidato da Marcello Lippi: le prestazioni di Đukić non furono però eccellenti (2 reti in 26 gare) e pertanto a fine stagione venne nuovamente ceduto al Partizan, nel quale raccolse 20 presenze in due stagioni e dove vinse la sua seconda Coppa di Jugoslavia nel 1991-1992. Nella stagione successiva tornò a giocare nel Napredak, promosso d'ufficio in prima divisione, nel quale militò per una sola stagione prima di ritirarsi dal calcio giocato, nel 1993.

#### Nazionale
Đukić fece il suo esordio con la Jugoslavia in un'amichevole contro la Germania Ovest il 4 giugno 1988, che terminò 1-1. La sua seconda (ed ultima) presenza ufficiale con la maglia della Nazionale arrivò poco meno di due mesi dopo, il 24 agosto dello stesso anno, in un'amichevole contro la Svizzera vinta per 2-0: in quest'occasione, Đukić mise a segno l'unica sua rete con la maglia della Jugoslavia, segnando il secondo gol a 8 minuti dal termine.
Un'ulteriore presenza, non considerata ufficiale, arrivò durante le Olimpiadi del 1988 a Seul, dove la Jugoslavia venne sconfitta dall'Australia per 1-0 il 18 settembre 1988, con Đukić in campo. Si trattò della prima partita del girone eliminatorio: la formazione europea arrivò terza nel girone e venne quindi eliminata.

### Allenatore
Nel 2002 divenne allenatore dell'FK Napredak Kruševac (squadra nella quale militava al momento del suo ritiro da calciatore) guidando la formazione fino all'esonero, giunto nel dicembre del 2003.

## Statistiche

### Cronologia presenze e reti in nazionale
| Cronologia completa delle presenze e delle reti in nazionale ― Jugoslavia | Cronologia completa delle presenze e delle reti in nazionale ― Jugoslavia | Cronologia completa delle presenze e delle reti in nazionale ― Jugoslavia | Cronologia completa delle presenze e delle reti in nazionale ― Jugoslavia | Cronologia completa delle presenze e delle reti in nazionale ― Jugoslavia | Cronologia completa delle presenze e delle reti in nazionale ― Jugoslavia | Cronologia completa delle presenze e delle reti in nazionale ― Jugoslavia | Cronologia completa delle presenze e delle reti in nazionale ― Jugoslavia |
| Data                                                                      | Città                                                                     | In casa                                                                   | Risultato                                                                 | Ospiti                                                                    | Competizione                                                              | Reti                                                                      | Note                                                                      |
| ------------------------------------------------------------------------- | ------------------------------------------------------------------------- | ------------------------------------------------------------------------- | ------------------------------------------------------------------------- | ------------------------------------------------------------------------- | ------------------------------------------------------------------------- | ------------------------------------------------------------------------- | ------------------------------------------------------------------------- |
| 4-6-1988                                                                  | Brema                                                                     | Germania Ovest                                                            | 1 – 1                                                                     | Jugoslavia                                                                | Amichevole                                                                | -                                                                         |                                                                           |
| 24-8-1988                                                                 | Lucerna                                                                   | Svizzera                                                                  | 0 – 2                                                                     | Jugoslavia                                                                | Amichevole                                                                | 1                                                                         |                                                                           |
| Totale                                                                    |                                                                           | Presenze                                                                  | 2                                                                         |                                                                           | Reti                                                                      | 1                                                                         |                                                                           |

## Palmarès

### Giocatore

#### Club
- Coppa di Jugoslavia: 2

Partizan Belgrado: 1988-1989, 1991-1992